# Wang Guangyi
Wang Guangyi (en chino:王广义, Harbin, provincia de Heilongjiang, 1957) es un artista chino. Es conocido por hallarse entre los protagonistas del nuevo arte chino que despegan a fines de los años ochenta. Particularmente famoso es su ciclo de pinturas Great Criticism. Es erróneo que el trabajo de Wang Guangyi se asocie al Pop político chino, en tanto que sus temas principales encuentran su esencia en la relación con lo trascendente.   

## Biografía
Hijo de un ferroviario de la China nororiental, Wang ha vivido los años de la Revolución Cultural (1966-1976). Trabajó tres años en un pueblo rural. Después del retiro del padre, Wang Guangyi se hizo ferroviario, sin dejar jamás de abandonar el sueño de frecuentar el college. Tras diversos intentos fallidos, fue admitido en la Academia de Bellas Artes de Zhejiang, donde se graduó en 1984 en pintura al óleo. Actualmente vive y trabaja en Pekín, China. 
A pesar de las duras condiciones de pobreza de su infancia, Wang Guangyi elude discutir cualquier asunto relacionado con el dinero y la riqueza. Wang Guangyi ha atraído la atención de la crítica y del mercado internacional con su ciclo de trabajo Great Criticism, que lo ha convertido en un icono del arte contemporáneo chino.

## Crítica
El rápido éxito de crítica y de mercado del ciclo Great Criticism  ha llevado a algunos críticos a sostener que, “como antes Dalí y Warhol, Wang Guangyi se ha excedido en la producción serial de sus obras de mayor éxito”. En realidad, el artista ha trabajado siempre en otros ciclos, de manera contemporánea,  y en 2007 cesó de realizar definitivamente pinturas del ciclo Great Criticism.

## Arte

### Principales series de obras y trabajos singulares
- The Back of Humanity, 1985 y Frozen North Pole, 1984–85

Los trabajos del ciclo Frozen North Pole utilizan sobre todo signos de frío y desolación. Se caracterizan por el uso de formas simples y pinceladas mórbidas para representar un ambiente invernal, en principio familiar al artista, en tanto que de joven había vivido en el Norte de China.
El Polo Norte es visto en estas pinturas no en relación con sus características geográficas, sino como lugar simbólico donde nace una nueva fe y lo singular se relacionan principalmente consigo mismo, sin disociarse por ello de lo social.
En los años en que han sido realizadas estas pinturas, fe y futuro eran representadas en China por el comunismo, pero antes que hacer propias las tesis del materialismo dialéctico, el grupo de jóvenes Artistas del Norte, del que formaba parte Wang Guangyi, elige confrontarse con textos de la filosofía occidental.
- Post Classical, 1986–1988

El concepto de fe elaborado por Wang Guangyi y otros artistas próximos a él encuentra una cierta afinidad con el arte clásico occidental. La serie Post Classical nació de la revisión sintética de obras maestras del arte occidental ligadas a los temas de la religión, de la moral, de la fe y de la ideología. Estas pinturas utilizan diversas tonalidades del gris y sintetizan la figura humana y el ambiente en que ésta se inserta, eliminando muchos detalles. El objetivo de Wang Guangyi consistía en elaborar un lenguaje que difería en aquello del arte clásico, estrategia utilizada para expresar conceptos y puntos de vista personales elaborados después de la lectura de Gombrich.
- Great Criticism, 1990–2007

Estas obras utilizan imágenes de propaganda de la Revolución Cultural y logos de marcas contemporáneas provenientes de la publicidad occidental. Wang Guangyi ha realizado este ciclo a partir de 1990 y le ha puesto fin en 2007, convencido de que su éxito internacional de mercado le hacía correr el riesgo de comprometer el significado original, que era considerar la propaganda política y la comercial como dos formas diferentes de lavar el cerebro.
- VISA, 1994

La instalación hace referencia a los mecanismos utilizados por los gobiernos de varios países para controlar los desplazamientos de los individuos a través de los documentos de identidad y visados de viaje.
En esta instalación Wang Guangyi ha utilizado cajas de madera apiladas ordenadamente, en las cuales el lado que mira al espectador muestra el rostro de un niño fotografiado en la sala de un hospital. Las imágenes se han cambiado en rojo y negro. Sobre estas fotografías Wang Guangyi ha serigrafiado el nombre propio, el apellido, género y fecha de la concepción de los trabajos, el 2 de enero de 1994 (erróneamente se ha escrito que se trata de la fecha de nacimiento del artista). En algunas cajas también aparece el número de teléfono utilizado en aquel período por el artista, en otras aparece, serigrafiada, la palabra “VISA”.
- Passport', 1994–1995 , VISA, 1995–1998 y Virus Carriers, 1996–1998

En estas series de pinturas los escritos VISA, PASSAPORT y VIRUS CARRIERS se sobreponen como un sello a las imágenes de neonatos, adultos y perros, acompañadas de entradas que proveen información sobre nombre, lugar, fecha de nacimiento y sexo de los sujetos. Al poner de relieve las praxis burocráticas relacionadas con los desplazamientos de un país a otro, estos trabajos revelan que la organización del Estado pone en escena sus propias defensas para evaluar a los individuos potencialmente peligrosos.
En la serie Virus Carriers la pintura presenta la imagen de un perro, acompañada de los datos que constituyen una suerte de identidad del animal, marcado como un peligroso portador de virus. VISA, PASSAPORT y VIRUS CARRIERS proveen elementos de reflexión sobre el uso que la organización social hace del miedo como sistema de control, asomando peligros fantasmagóricos y amenazas. En particular Wang Guangyi advierte de un profundo clima de sospecha recíproca y de peligro inminente, madurado durante la Guerra Fía y persistente todavía hoy, aunque se ha perdido el aspecto opresivo del adoctrinamiento forzado. La reflexión de Wang Guangyi concierne a la relación que el poder tiene con el individuo, sobre el cual mantiene el control, incrementando el miedo colectivo, para, posteriormente, proponerse como baluarte contra los peligros desconocidos que pueden ocurrir, de manera imprevista, a las personas indefensas. Según el artista, a través de estas formas de presión psicológica, se instaura entre el poder y el individuo un acuerdo tácito que proporciona protección contra el contagio de los nuevos virus a cambio de renunciar a una parte de su propia libertad.
- Quarantine –All Food is Potentially Poisonous, 1996 y 24-hour Food Degeneration Process, 1997

Para realizar Quarantine—All Foods are Potentially Poisonous, Guangyi ha montado el pequeño supermercado de su barrio en el espacio expositivo. Aquí los expositores, además de mostrar los productos típicos del supermercado, proponían veinte pósteres propagandísticos, procedentes de una estación de cuarentena, que versaban sobre los peligros debidos a la falta de higiene. Delante de esta yuxtaposición, el espectador se ve obligado a reflexionar sobre inseguridades y temores que consideraba ya desaparecidos con el fin de la Guerra Fría. Es interesante notar que, en el clima húmedo de China meridional, las verduras habían comenzado a pudrirse, mientras que de las patatas, cebollas y otros tubérculos brotaban raíces y semillas, produciendo otro tipo de espectáculo visual que podría decirse que ha creado una forma diferente de belleza, sustituyendo el miedo a perder la comida.
A través de 24-hour Food Degeneration Process, el artista pone en evidencia que todos los alimentos tienen una supuesta “shelf life” (vida útil) que perdura en torno a 24 horas. Si un alimento es conservado durante un largo período, se denominará inicialmente con la palabra “fresco”, pero con el paso del tiempo cambiará su estado y con ello el modo de llamarlo. La instalación está compuesta por diez carteles y cuatro contenedores no sellados, llenos de bolsas de plástico, botellas, frascos, fruta y verdura. Después de un cierto tiempo, y poco a poco, estos alimentos comienzan a pudrirse y emiten un mal olor. En el transcurso de la exposición, a causa de las quejas de los visitantes, la fruta y la verdura fueron sustituidas, muchas veces, interrumpiendo así el lento proceso de descomposición que constituía una de las características del trabajo.
- Basic Education, 2001

Basic Education es una instalación que recrea un lugar de trabajo en los años de la Guerra Fría. La reconstrucción utiliza palas, andamios y divisas de trabajo y manifiestos propagandísticos. La veracidad de la escena tiende a estimular la preocupación que se apresta a revivir un clima psicológico que ya se consideraba definitivamente superado.
- Materialist series, 2001–2005

Materialist es una serie de esculturas que retoman doce figuras de trabajadores, campesinos y soldados, extraídas de imágenes de la propaganda. Según Wang Guangyi estas imágenes propagandísticas ponen en evidencia que la fuerza principal del pueblo y la rabia expresada a través de sus movimientos deriva de la fe en la ideología. Con estas esculturas el artista se propone, entonces, dar imagen a la expresión del sentimiento general de la gente. Refiriéndose al materialismo dialéctico, Materialist es un término que ha asumido un particular relieve en la historia china, en cuanto representa una síntesis de la ideología socialista. La historia china subraya que los chinos son “materialistas totales” y que “los materialistas totales no tienen miedo de nada, pueden conquistar el mundo y pueden cambiar el destino de la gente de nuestra nación”. Al mismo tiempo, el artista observa igualmente otro nivel de significado. En arte, las cosas que poeen determinadas cualidades conceptuales son llamadas  “el objeto”, que en chino tiene la misma raíz que la palabra “materialist”. Wang Guangyi dice: “Hay una relación de léxico, en este caso, con los materialistas. Quiero usar Materialist para obtener un doble sentido que induzca al público a hacer una doble relación cultural”
- Monument to Laborers, 2001

El proyecto original de Monument to Laborers quería producir in situ veinte losas de hormigón gravando los nombres de los trabajadores modelo y trabajadores que fueron heridos o muertos en los últimos veinte años en la ciudad china de Shenzhen, y cubrirlas de vidrio acrílico, dando a cada losa una suerte de relevancia monumental alternativa. Sin embargo, la presentación final de la instalación ha reproducido y hecho propias las esculturas monumentales - The Materialist – y las ha colocado en vitrinas, creando una sensación visual de distancia y alienación de estas formas extremadamente familiares, exhortando al público a reconsiderar el significado de las palabras trabajo y trabajador en un contexto consumista.
- Cold War Aesthetic, 2007–2008

Convencido de que el marco político internacional está todavía hoy influenciado por los contrastes ideológicos y políticos del pasado entre los Estados Unidos, la Unión Soviética y China, en 2007 Wang Guangyi ha realizado un ciclo de obras, a través de las cuales analizaba los efectos psicológicos ejercidos por la propaganda en los años de la Guerra Fría. Estética de la Guerra Fría está compuesta por una videoinstalación, esculturas, pósteres de propaganda de los años setenta, pinturas inspiradas en los mismos pósteres o en los manuales ilustrados, redactados por el gobierno chino para instruir a la población sobre el comportamiento que debe de tener en caso de ataque nuclear.
El escenario complejo hace referencia a los programas de defensa nacional que, en los años setenta, educaban a la población para protegerse en caso de guerra química, nuclear o bacteriológica, y evoca la ejercitación, de la cual, de niño, el mismo artista hacía parte.
A través de la reconstrucción de los momentos de un preciso período histórico, la instalación invita al espectador a confrontarse con la realidad de aquellos años, con el objetivo de hacerle revivir el clima y la mentalidad que han caracterizado el período de la Guerra Fría. Wang Guangyi deja al espectador la tarea de formular una opinión independiente sobre los acontecimientos que relacionan las influencias del reciente pasado con el presente.
- Temperaturas, 2010-2011

Temperaturas es una instalación compuesta por 1920 termómetros divididos en 48 grupos. Estos termómetros han sido concebidos metafóricamente como instrumentos de revelación de la “temperatura” de diversas áreas del mundo. Pero la instalación no se propone detectar la temperatura en el sentido térmico, sino el clima político, las tensiones o distenciones, experimentadas por las poblaciones locales en relación con el contexto político y social que viven.
- New Religion, 2011

New Religion es una serie de pinturas al óleo sobre tela, cuyos temas son los grandes líderes políticos (Lenin, Stalin, Mao), espirituales (Cristo), espirituales y políticos juntos (Juan XXIII) o filósofos, cuyo pensamiento continúa a ejercer aún hoy su influencia (Marx, Engels). Wang Guangyi parece haber tomado estas imágenes de negativos fotográficos. Aunque en estas obras el artista utiliza la técnica pictórica tradicional del óleo sobre tela, la ambigüedad creada por la referencia al medio fotográfico, rompe la familiaridad que el espectador tiene con aquellos, abriéndose a nuevas reflexiones sobre su significado. Idéntica función por disturbar juegan los números estampados sobre algunas de estas telas y los goteos de color. A través de este ciclo de trabajos, Wang Guangyi se ha interrogado sobre cómo influyen las grandes utopías, sobre la fascinación que éstas ejercen sobre el ser humano, y por qué todos los hombres sienten la necesidad de identificar las figuras sobre las que verter la propia fe.
- Sacred Object, 2012

Secret Object está compuesta por 600 trozos de lona que se acumulan en el suelo formando un paralelepípedo (10 x 1,20 x 0,8 m). La lona remite a los pergaminos sobre los cuales se escribía en el mundo antiguo, pero también a las tablillas enceradas sobre las cuales –siempre en el mundo antiguo- se gravaba con un estilete. La idea de superponer las telas, creando una sucesión de estratos, uno sobre otro, indica la sedimentación del saber acumulado a través de la escritura en el curso del tiempo. Estas hojas apiladas se convierten en mapas del mundo que, mezclándose, dan vida a una contaminación fértil que conduce, a su vez, a un horizonte metafísico donde lo sagrado representa un lugar de confrontación y de diálogo y no de conflicto.
- Things-In-Themselves, 2012

Thing-In-Themselves es una instalación de sacos de yute llenos de arroz, apilados a lo largo del perímetro del espacio expositivo, formando una especie de embudo. La instalación nace de un recuerdo de Wang Guangyi, que de joven, durante los años del colegio, trabajó, por algún tiempo, en un granero. Las sugestiones juveniles que están en la base de Thing-In-Themselves son superadas por el hecho de que en el granero los sacos de cereales no están apilados como sucede en esta instalación.
En esta instalación, creada para la muestra en el Today Art Museum, en 2012, los sacos no dejan reconocer su contenido, pero pueden ser percibidos por el olfato.
Con Thing-In-Themselves Wang Guangyi da forma e imágenes a cualquier cosa desconocida, en tanto que, más allá de la experiencia, hace referencia a aquello que Kant llama “noumeno”, “cosa en sí”

### Lista completa de ciclos y obras principales
The Back of Humanity (1985), Frozen North Pole (1984–85), Post Classical, (1986–1988), Rationality (1987–1988), Duchamp Urinals (1987), Weather Report (1989), Mao Zedong (1988–1990), Quick-Drying Industrial Paint (1988–1989), Inflammable and Explosive objects (1988), Inflammable and Explosive (1989), Comparison between Chinese and American Temperature (1990), China Thermometer (1990), Mass Produced Holy Infant (1990), Great Criticism (1990–2007), International Politics (1991–1992), Small Criticism (1992–1993), Eastern European Landscapes (1993) , Studies for International Politics (1993), Freedom of Choise (1994), VISA (1994), Passport (1994–1995), VISA (1995–1998), Virus Carriers (1996–1998), New Media –Beijing Hutong Garbage Cart (1995), Drugs (1995), Flour (1995), Blood Test –Everyone is a Potential Virus Carrier (1996), Origin of the Species –The History of European Civilization (1996), The Similarities and Differences of Food Guarantees Under Two Political Systems (1996), Quarantine –All Food is Potentially Poisonous (1996), 24-hour Food Degeneration Process (1997), The Era of Materialism (2000), Basic Education (2001), Monument to Laborers (2001), Materialist series (2001–2005), The History of a Newspaper (2002), The Great Scene (2002), Face of Faith  (1998–2003), Shining Forever (2003–2004), Methodology of People’s War (2004), War and Pace (2006–2007), East Wind – Golden Dragon (2006–2007), Cold War Aesthetic (2007–2008), Scene (2009), Temperature (2010–2011), New Religion (2011), Sacred Object (2012), Things-In-Themselves (2012)

## Exposiciones individuales
- Wang Guangyi, Hanart TZ Gallery, Hong Kong, China, 1994
- Witnessed: Wang Guangyi, Littmann Kulturprojekte, Basel, Switzerland, 1996
- Wang Guangyi: Face of Faith, Soobin Art Int’l, Singapore, 2001
- Wang Guangyi, Galerie Enrico Navarra, Paris, France, 2003
- Wang Guangyi, Galerie Urs Meile, Luzern, Switzerland, 2004
- Wang Guangyi, Arario Gallery, Seoul, Corea del Sur, 2006
- Wang Guangyi, Galerie Thaddaeus Ropac, Paris, France, 2007
- Visual Polity: Another Wang Guangyi, OCT Contemporary Art Terminal, He Xiangning / Art Museum, Shenzhen, China, 2008
- Cold War Aesthetics: Wang Guangyi, Louise Blouin Space of the Louise Blouin Foundation, London, UK, 2008
- Visual Archives of Chinese Contemporary Art: Wang Guangyi – The Interactive Mirror Image, Tank Loft, Chongqing Contemporary Art Center, Chongqing, China, 2011[5]
- Thing-In-Itself: Utopía, Pop and Personal Theology, Today Art Musuem, Beijing, China, 2012[6]
- Wang Guangyi: Cold War Aesthetics (Shanghái Pujiang Oversea Chinese Town Public Art Project), Pujiang Oversea Chinese Town, Shanghái, China. 2012
- Passage to History: 20 Years of La Biennale di Venezia and Chinese Contemporary Art, 55th Venice Biennale, 2013[7]

## Publicaciones

### Monografías
- Wang Guangyi, timezone 8 publisher, Hong Kong 2002. Essays by Karen Smith, Yan Shanchen, Charles Merewether, Li Xianting, Huang Zhuan and Lu Peng. ISBN 962-86388-7-4
- Demetrio Paparoni, Wang Guangyi, Words and Thoughts 1985−2012, Skira, Milan, Italy 2013. ISBN 8857215679
- Huang Zhuan, Politics and Theology in Chinese Contemporary Art /Reflections on the work of Wang Guangyi, Skira, Milan, Italy 2013. ISBN 978-88-572-2143-4

### Catálogos
- Yan Shanchun, Lu Peng and others, Wang Guangyi within the Trends of Contemporary Art (Chengdu: Sichuan Fine Arts Publishing House, 1992).
- Wang Guangyi: Face of Faith (Singapore: Soobin Art Int’l, 2001).
- Wang Guangyi: The Legacy of Heroism (Hong Kong and Paris: Hanart TZ Gallery and Galerie Enrico Navarra, 2004).
- Wang Guangyi (Seoul: Arario Gallery, 2006).
- Wang Guangyi: Art and People (Chengdu: Sichuan Fine Arts Publishing House, 2006).
- Wang Guangyi (Seoul and Paris: Arario Gallery and Galerie Thaddaeus Ropac, 2007).
- Huang Zhuan and Fang Lihua, Visual Politics: Another Wang Guangyi (Guangzhou City: Lingnan Fine Arts Publishing House, 2008).
- Wang Guangyi: Cold War Aesthetics (London: Louise Blouin Foudation, 2008).
- Thing-in-Itself: Utopía, Pop and Personal Theology, edited by Huang Zhuan (Guangzhou City: Lingnan Art Publishing House, 2012)

## Colecciones Públicas
- Allen Memorial Art Museum, Oberlin, Ohio, USA.
- Carmen Thyssen-Bornemisza Collection, Madrid, Spain.
- Cartier Limited, París, France.
- China Academy of Fine Arts, Hangzhou, China.
- China Club, Hong Kong, China.
- Deutsches Historisches Museum, Berlín, Germany.
- Essl Museum – Kunst der Gegenwart, Vienna, Austria.
- Guangdong Art Museum, Guangzhou City, China.
- Guggenheim Museum, Abu Dhabi, United Arab Emirates.
- Guy & Myriam Ullens Foundation, Switzerland.
- He Xiangning Art Museum, Shenzhen, China
- Long Museum, Shanghái, China, Museum Ludwig, Aachen, Germany.
- Minsheng Art Museum, Shanghái, China
- Overseas Chinese Town, Shanghái, China.
- Pacific Asia Museum, Pasadena, California, USA.
- San Francisco Museum of Modern Art, San Francisco, California, USA.
- Shenzhen Art Museum, Shenzhen, China.
- Taikang Life Insurance Company
- Limited, Beijing, China.
- The Ford Foundation, New York, USA.
- The Sammlung Essl Collection of contemporary Art (Kunst der Gegenwart), Vienna, Austria.
- Today Art Museum, Beijing, China.
- Yuz Art Museum, Yakarta, Indonesia.

## Documentales sobre Wang Guangyi
- CHIMERAS – Wang Guangyi, Mika Mattila (Finland), 69m17s, Mika Mattila & Navybluebird Ltd., Special show: Today Art Museum, Beijing, 2012; Toronto, 2013; San Francisco, 2013.
- Reasoning with Idols – Wang Guangyi, Andrew Cohen (Swiss), 26m46s, A-C Films, Swiss, 2012.
- Art of Wang Guangyi, Wang Junyi (China), 76m20s, Wang Guangyi Studio, Chongqing: Tank Loft-Chongqing Contemporary Art Center, 2011; Shanghái: Shanghái Museum, 2011; Beijing: Today Art Museum, 2012.
- Arts China – Wang Guangyi, Weng Ling (China), 36m22s,
- The Travel Channel (Hainan), China (satellite television), 2010.
- Wang Guangyi, Wang Luxiang (China), 36m13s, Phoenix Television, 2006, Hong Kong, China
- The Orient Sun – Wang Guangyi, 48m39s, SBS Television, Corea del Sur, 2005.
- 85 New Wave, Shi Xianfa (China), 20m02s, CCTV, China, 1986.